# Carry On (песня Джорджо Мородера)
«Carry On» (с англ. — «Вынести») — песня итальянского музыканта Джорджо Мородера, записанная при участии американской певицы Донны Саммер для студийного альбома Мородера Forever Dancing 1992 года. Песня также попала на сборник Саммер The Donna Summer Anthology 1993 года.
Продюсером и автором песни стал Джорджо Мородер. Это первая практически за десять лет совместная работа Мородера и Саммер — в 1970-х годах Мородер был соавтором и сопродюсером многих диско-хитов Саммер. Бэк-вокальные партии для песни записали дети Саммер, Бруклин и Аманда Грейс Судано, а также соавторы Уотерс, Мородер и Ларри Ли.
«Carry On» была выпущена как сингл в Европе в 1992 году. Несколько лет спустя был выпущен ремикс песни на мировой рынок, новая версия достигла 65-го места в британском чарте синглов и 25-го места в танцевальном чарте США. Также песня первой получила награду «Грэмми» как лучшая танцевальная запись.
Сингл получил положительные отзывы критиков, в частности от изданий Billboard и Music & Media.

## Варианты издания
Германия — 7" (Virgin — 115 502) [1992]
1. «Carry On» — 3:42
2. «Carry On» (Instrumental Version) — 3:40

Германия — 12" (Virgin — 615 502) / CD-maxi (Virgin — 665 502) [1992]
1. «Carry On» (Extended Mix) — 5:30
2. «Carry On» (Radio Version) — 3:42
3. «Carry On» (Instrumental Version) — 3:40

Великобритания — CD (Almighty Records — CDALMY120)
1. «Carry On» (Definitive Radio Mix) — 4:09
2. «Carry On» (Fired Up Radio Mix) — 3:50
3. «Carry On» (12" Fired Up Mix) — 6:18
4. «Carry On» (12" Definitive Mix) — 7:48
5. «Carry On» (Euro Mix) — 6:38
6. «Carry On» (Outta Control Mix) — 6:43

Великобритания — 12" (Almighty Records – 12ALMY120)
1. «Carry On» (Diddy’s Hard For The Money Mix)
2. «Carry On» (Definitive Mix)
3. «Carry On» (Euro Mix)

США — CD-maxi (Interhit Records — 10164-2) [1997]
1. «Carry On» (Original Mix) — 3:39
2. «Carry On» (Outta Control Radio) — 3:36
3. «Carry On» (Hysteria Radio) — 3:41
4. «Carry On» (Slammin' Cox Radio) — 3:57
5. «Carry On» (Outta Control Extended) — 6:42
6. «Carry On» (Hysteria Mix) — 6:47
7. «Carry On» (Slammin' Cox Mix) — 7:06
8. «Carry On» (Hot Tracks Mix) — 6:44
9. «Carry On» (Hysteriastrumental) — 6:45

## Чарты
| Чарт (1997-98)                      | Высшая позиция |
| ----------------------------------- | -------------- |
| Великобритания (OCC UK Singles)     | 65             |
| США (Billboard Dance Club Songs)    | 25             |
| США (Billboard Dance Singles Sales) | 14             |